# Sahara

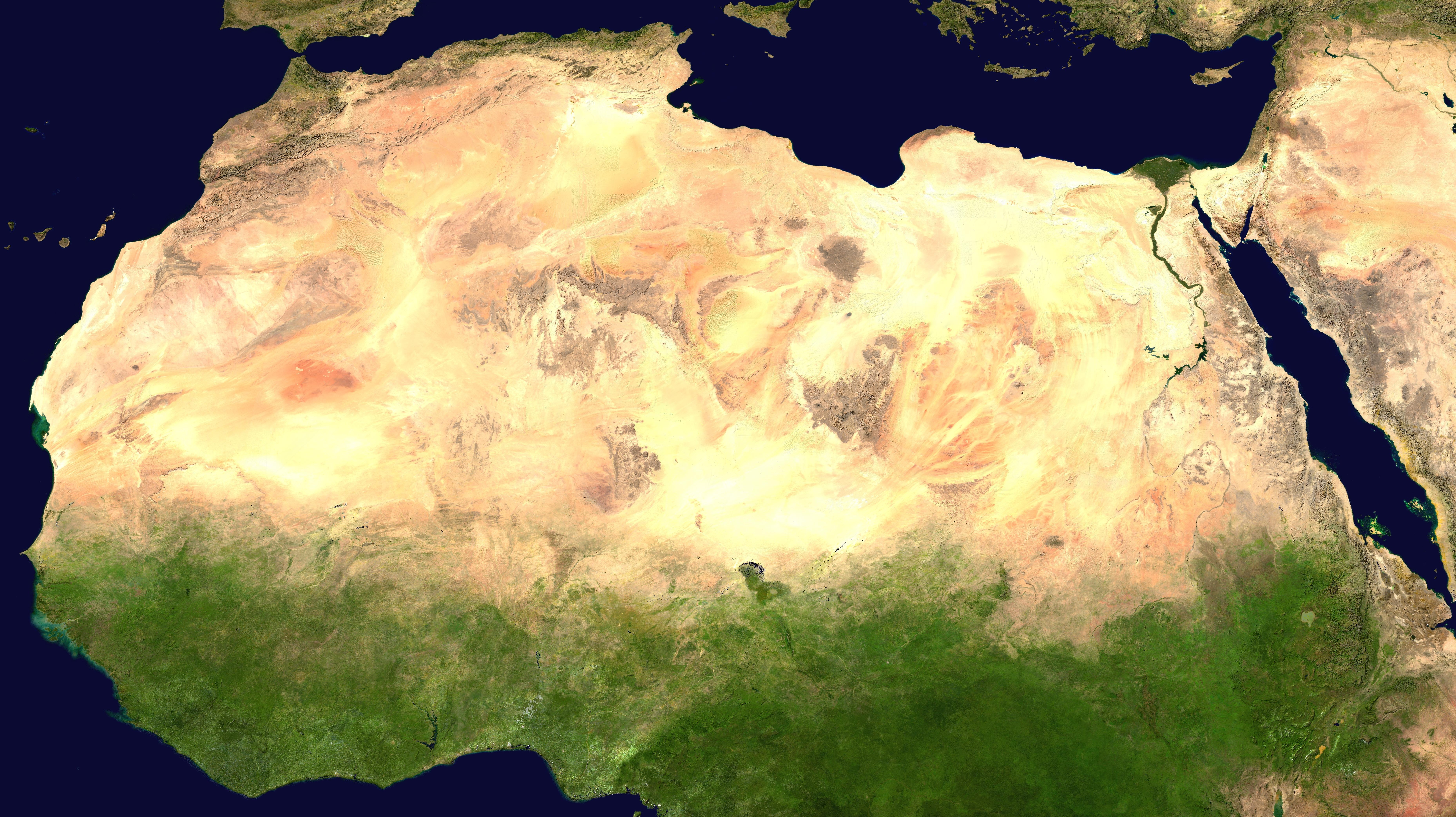
Sahara na satelitním snímku

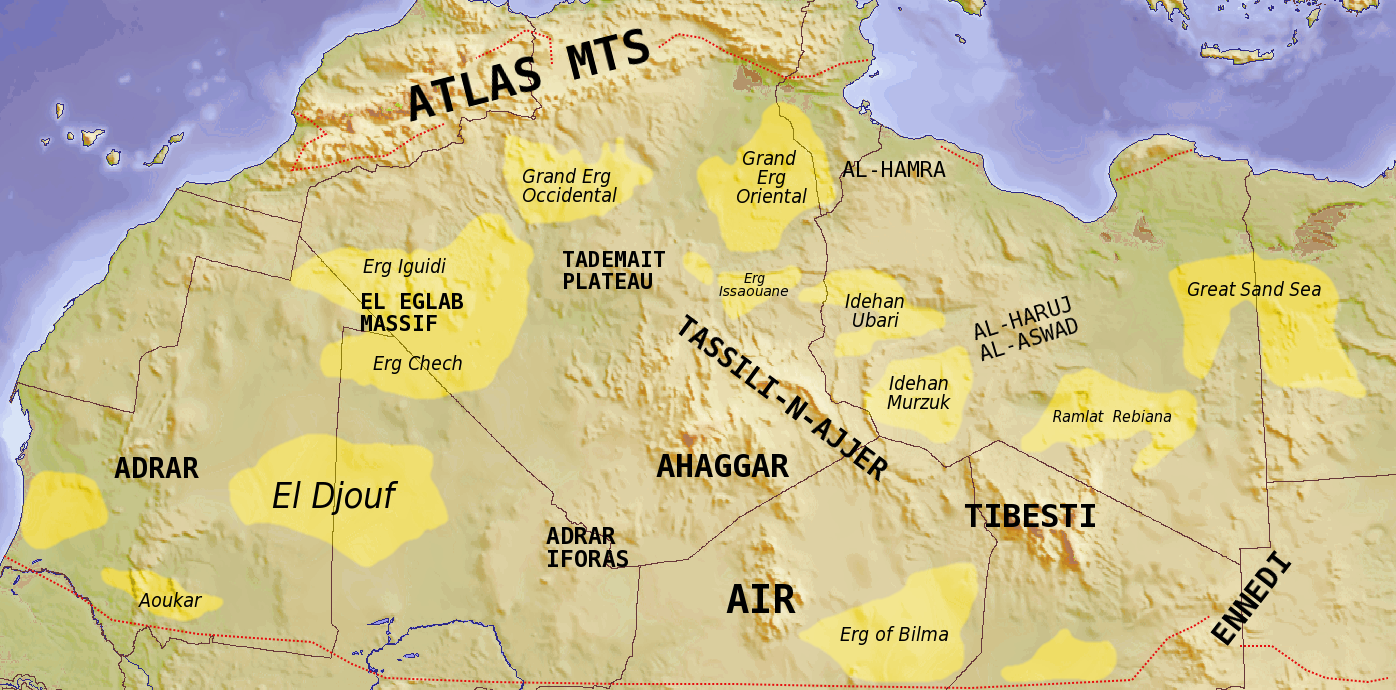
Topografické členění Sahary, oblasti s písečným dunami jsou vyznačeny žlutou barvou

Sahara je poušť v Africe. S rozlohou 9 269 000 km² je největší pouští světa (podle některých zdrojů jsou za poušť označovány i polární pustiny Antarktidy a Arktidy, pak by byla Sahara rozlohou až třetí v pořadí). Zaujímá téměř stejnou plochu jako Čína nebo USA. Rozkládá se od severoafrického pobřeží Atlantského oceánu až k pobřeží Rudého moře na území 10 států (Egypt, Libye, Alžírsko, Tunisko, Maroko, Mauritánie, Niger, Čad, Mali a Súdán). Plocha, kterou Sahara zaujímá, má zhruba tvar lichoběžníku o délce 4500–5500 km ve směru západ–východ a šířce 1500–2000 km od severu k jihu.
V arabštině  صحراء, ṣaḥrāʾ znamená „poušť“.

## Geografická charakteristika

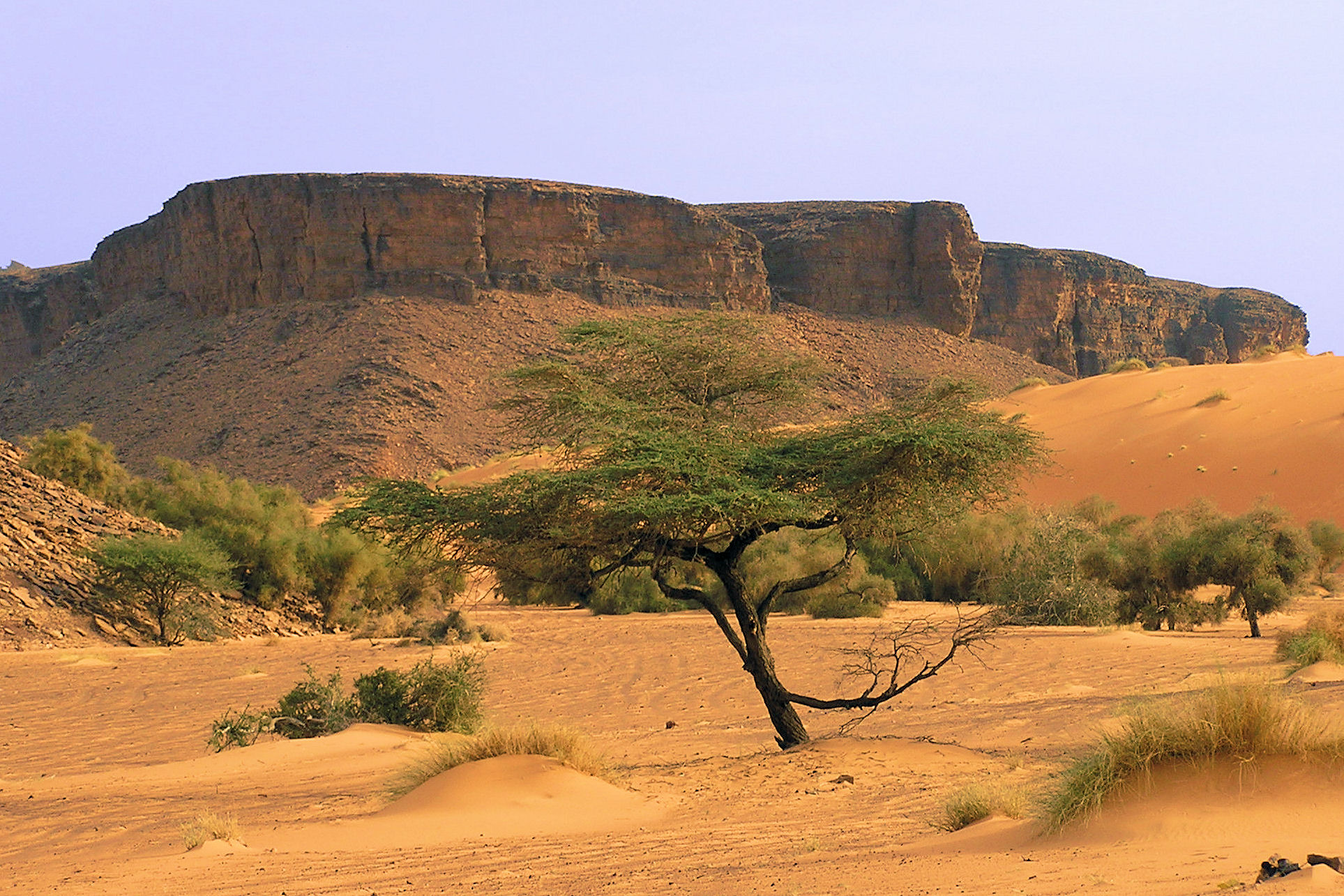
Jižní okraj Sahary, Mauritánie

Na severu Sahara zasahuje až k úpatí pohoří Atlas, v Libyi a Egyptě až k pobřeží Středozemního moře. Na jihu v oblasti tzv. Sahelu přechází poušť do pásma stepí a savan. Jižní hranici tvoří přibližně linie vedoucí od západu k východu přes tok řeky Senegal, střední tok Nigeru, Čadské jezero, oblast súdánského Dárfúru a soutok Nilu s Atbarou.
Povrch Sahary tvoří převážně kamenitá poušť: skalnatá (hamada), oblázková či štěrková (reg) nebo hlinitá (sebh). Menší část zabírají pouště písečné (ergy). Na severu se rozkládají na plošinách s nadmořskou výškou do 500 m, dále na jih se podél libyjského pobřeží plošina zvedá až o 796 m a pokračuje dále jako písečná a kamenitá planina. V centrálních oblastech Sahary se nachází několik pohoří sopečného původu, jejichž vrcholy přesahují tři tisíce metrů, např. Ahaggar, Tassili nebo Tibesti. Nejvyšším vrcholem je neaktivní vulkán Emi Koussi (3415 m n. m.). Vodní zdroje těchto oblastí kolem sebe soustřeďují většinu saharských oáz.
Na řadě míst, zejména v horských a podhorských oblastech, jsou četná koryta pouštních vádí. Východní část protíná od jihu k severu řeka Nil, na jihu zasahuje do pouště svým severním obloukem řeka Niger. V bezodtokých oblastech na severu se vyskytují slaná jezera, tzv. šoty. Mezi nejvýznamnější patří Šot Djerid a Šot Melrhir. Prach ze Sahary se tzv. jižním prouděním dostává do dalších částí světa, mimo jiné i do Česka.

## Klimatické podmínky

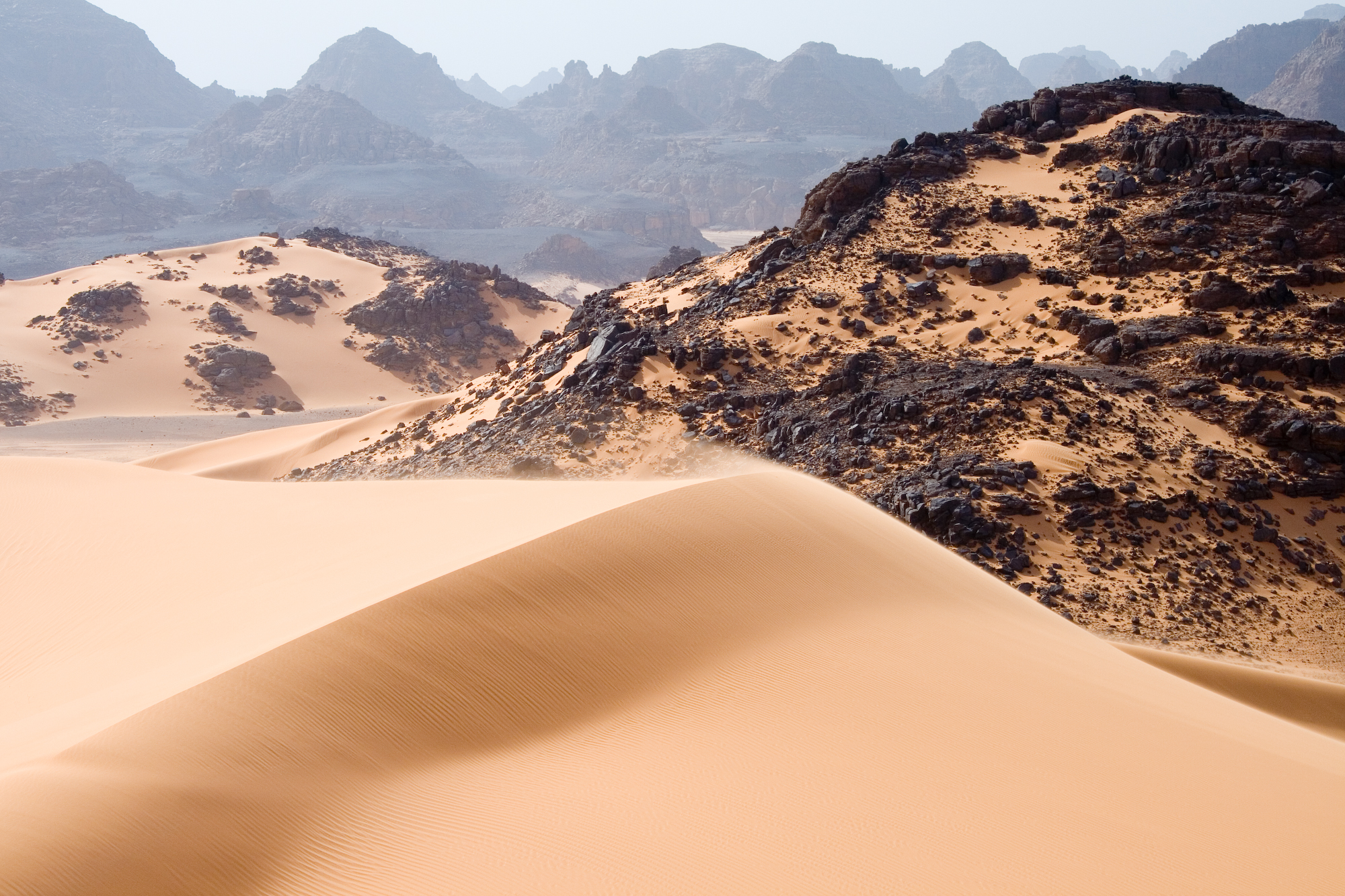
Sahara v Libyi

Klima je navzdory očekáváním rozmanité díky rozsáhlosti Sahary. Pro pouštní oblasti jsou typické velmi nízké srážky – na některých místech (např. v Asuánu) nemusí pršet několik let. Průměrný úhrn srážek za rok není vyšší než 100 mm. (Dlouhodobý denní průměr srážek viz stejnojmenný obr. v článku Srážky.) Pokud již srážky přijdou, pak rychle a mají formu průtrže, která může způsobit povodeň. Průměrná letní teplota je obecně vysoká, v průběhu dne šplhá k 50 °C ve stínu. Obecně za nejteplejší lze označit oblast mezi 13° až 25° rovnoběžkou. Města v této oblasti (např. Asuán, Niamey, Bamako, Chartúm, Džíbútí) mají roční průměrnou teplotu okolo 30 °C a patří k nejteplejším místům planety. Například ve zmíněném Chartúmu je průměrná teplota v lednu 18 °C, průměrná teplota v červenci 31,7 °C a průměrný roční úhrn srážek 157 mm. 
Na rozdíl od zmíněné oblasti, kde nejnižší zimní teplota neklesá pod 10 °C, v severnější části Sahary jsou zimy mnohem chladnější, v noci může teplota klesat pod bod mrazu. Průměrná roční teplota se pohybuje mezi 20 °C a 25 °C.
Průměrná letní teplota v téměř celé oblasti Sahary se pohybuje nad 30 °C, např. Asuán 35 °C, Džíbútí 36 °C, Dallol (sídlo v Etiopii) 39 °C, Adrar (Alžírsko) 38 °C, Tozeur (Tunisko) 31 °C, Port Sudan 35 °C.

### Desertifikace
V jižní části Sahary pokračuje proces desertifikace, tedy degradace stepí a savan v poušť nebo zasypávání míst s vegetací saharským pískem. Desertifikace je důsledkem nadměrného spásání vegetace dobytkem a zvěří, kácení zeleně a dalších vlivů včetně vlivů klimatických. Od konce 20. století se státy v oblasti Sahelu snaží ve spolupráci s OSN proces desertifikace zastavit nebo alespoň zpomalit. Roku 2024 sahala zeleň do jižní Sahary mnohem hlouběji než v roce 2023.

## Historie

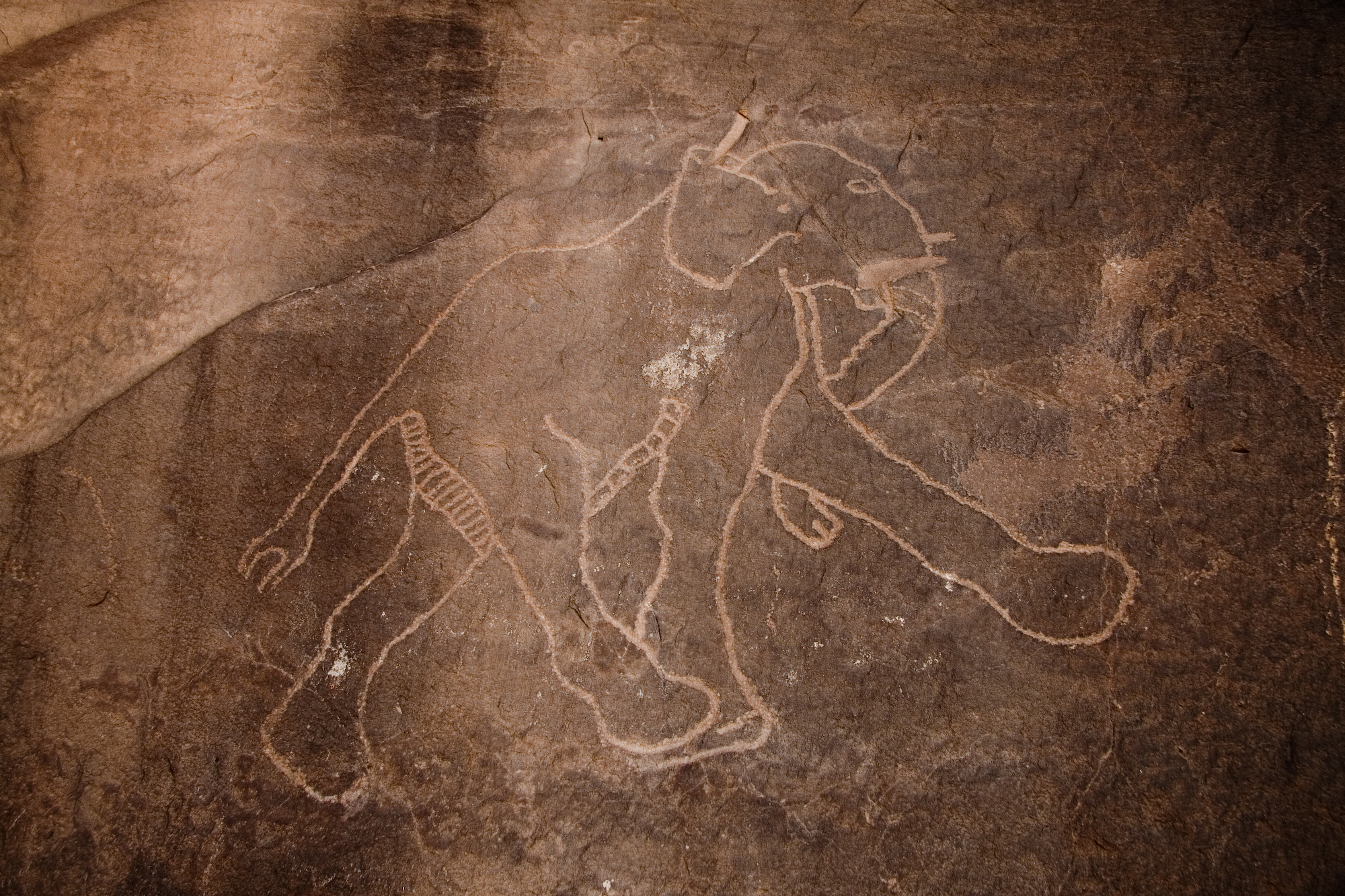
Petroglyf (skalní kresba) slona v libyjském Tadratu

Za posledních 800 tisíc let se objevilo dvacetkrát vlhké období, kdy se Sahara zelenala. Byť cykly určuje perioda precese zemské osy, tak zda došlo k vlhkému období určuje eliptičnost orbity Země (vlhké období nastává při velké eliptičnosti dráhy).
Podle výzkumů archeologů a paleontologů bylo ještě před 5000–7000 lety území dnešní Sahary poměrně úrodnou oblastí, vhodnou pro pěstování plodin a pastevectví. Od 7. století pronikají do oblasti Sahary Arabové a šíří zde islám, který výrazně ovlivnil původní etnika a jejich kulturu.
Díky precesnímu cyklu dlouhému 25 800 let by se vlhké monzunové období mělo za 15 000 let na Saharu opět vrátit.
V době ledové byl vzdušný transport saharského písku nejvyšší a v současné době se snižuje.

## Obyvatelstvo

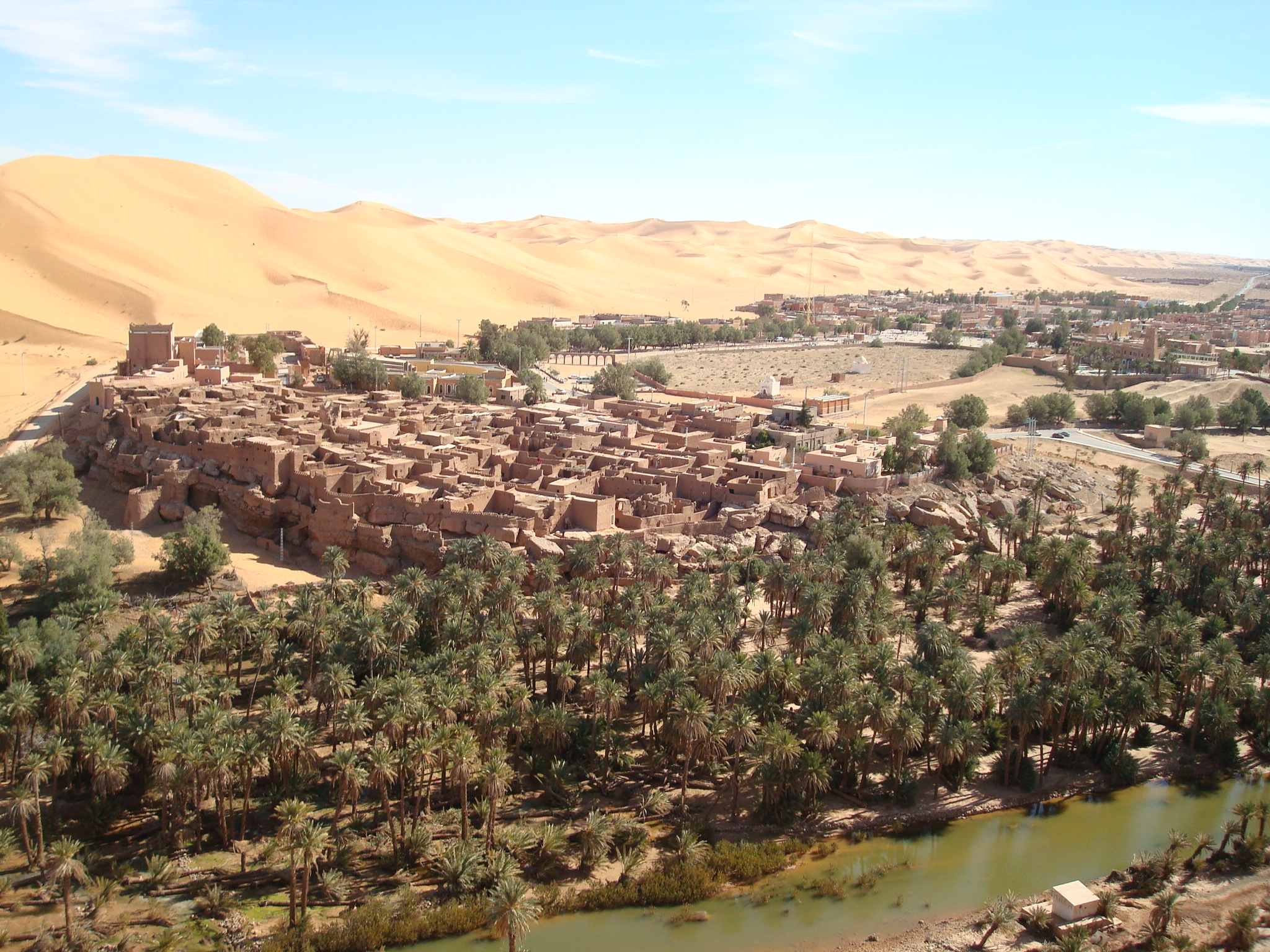
Oáza Taghit

Obyvatelstvo tvoří několik etnických skupin. Mezi nejvýznamnější patří především Tuaregové, Berbeři, Arabové a v hodně menší míře i některé černošské kmeny. Mezi nejhustěji obydlené oblasti patří pobřeží Středozemního moře a oblast dolního toku Nilu. Severní pobřeží je poseto památkami z období Římské říše.
V oblasti Sahary bylo a zůstává velké množství náboženství a religiózních kultů. Nejstarší z nich je starověké egyptské náboženství, velmi dlouhou tradici měl berberský polyteismus, od samého počátku je přítomno křesťanství – zejména v monofyzitské, respektive miafyzitské formě –, které Sahaře vládlo až do příchodu islámu. Ten nedlouho po svém vzniku ovládl severní – a později celou – Saharu. V současnosti vládne Sahaře v náboženské oblasti islám (většinově sunnitský, ale silné zastoupení má také bezkonfesijní islám), ovšem zejména v jižních regionech při hranici sahelského pásu stále existuje nezměrné množství tradičních afrických náboženství, jako je vodun, bori nebo serer. Tamější islám bývá vzhledem k inklinaci k synkretismům nazýván Black Islam.

## Hospodářství

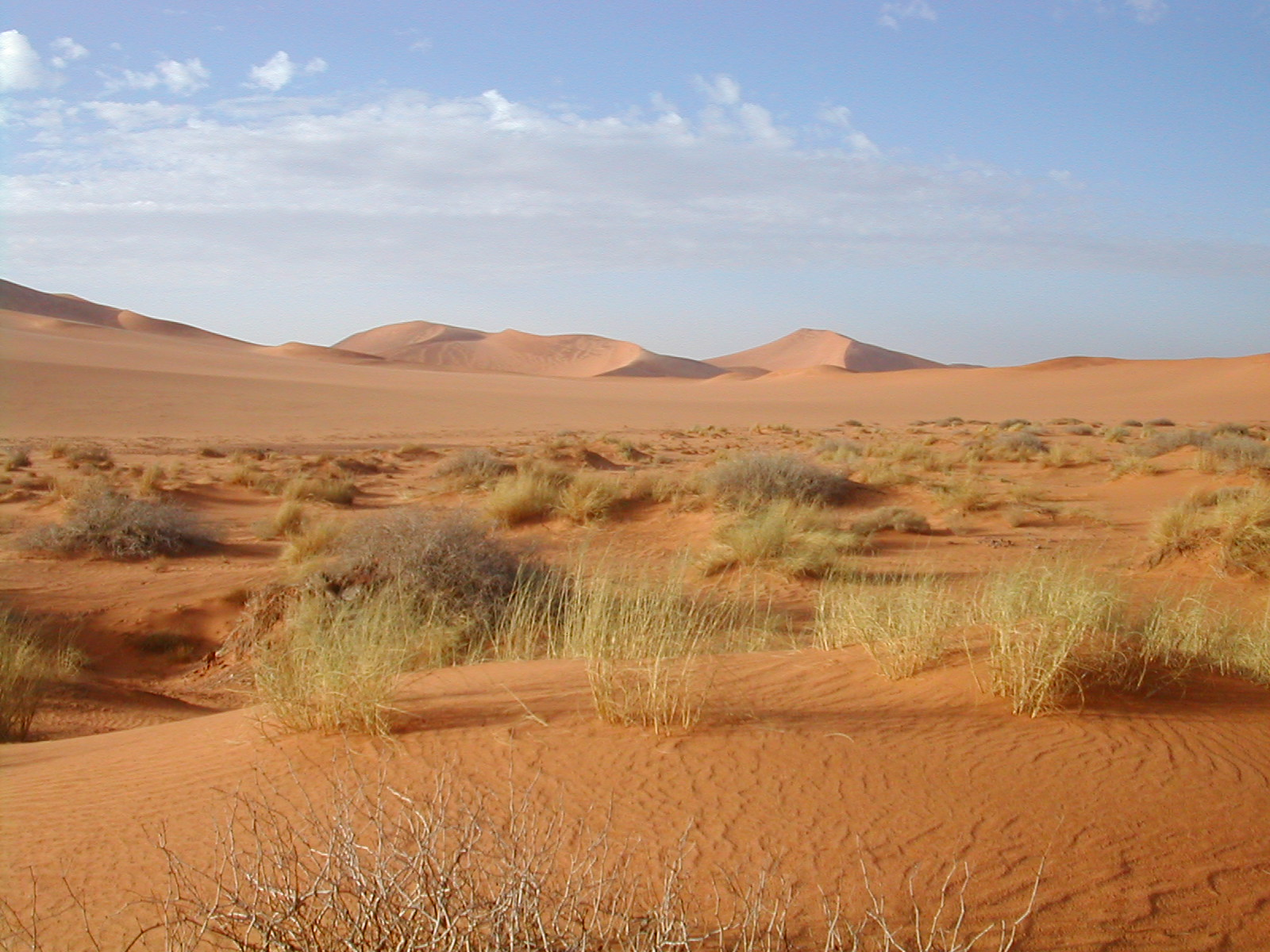
Sahara, jižní Alžírsko

Hospodářský život vnitřní části Sahary je soustředěn do řady oáz s artéskými studnami. Pěstuje se zde např. datlová palma, zelenina a obilniny. Rozšířen je chov velbloudů. Celá oblast je významným nalezištěm ropy, zemního plynu, uhlí, železné rudy a dalších nerostných surovin.

## Někteří z živočichů
- Gepard štíhlý (Acinonyx jubatus), jehož poddruh g. š. severoafrický (Acinonyx jubatus hecki) je dle IUCN kriticky ohrožený. Má bledší a kratší srst než poddruhy žijící v savaně, štíhlejší tělo a menší hlavu. Ve volné přírodě žije pouhých 200–250 jedinců.
- Antilopa addax (Addax nasomaculatus) je dle IUCN kriticky ohrožený druh. V přírodě je adax téměř vyhubený, přežívá posledních 200–300 kusů v subsaharské Africe. Je přizpůsoben životu v poušti, vydrží bez vody několik měsíců. Žije v oblastech s extrémními teplotami a úhrnem srážek do 100 mm za rok.
- Fenek berberský (Vulpes zerda) je dokonale přizpůsoben životu na Sahaře, přičemž preferuje písčitou poušť (obývá stabilní písečné duny). Bývá zaměňován s větší liškou pouštní (Vulpes rueppelli) nebo větší liškou písečnou (Vulpes pallida).
- Zmije rohatá (Cerastes vipera), také nazývána zmije saharská, měří asi 30 cm. Je vázána na písečné pouště téměř celé severní Afriky. Aktivnější je v noci a ráno. Většinu času je zahrabána těsně pod povrchem písku, kde číhá na kořist. Okolí pozoruje navrch vystouplýma očima. Útočí náhle. Kousnutí je bolestivé, málokdy ohrožující. Výskyt: Mauritánie, Maroko, Alžírsko, Libye, Tunisko, Mali, Niger.
- Varan pustinný (Varanus griseus) může dorůst délky 1,5 až 2 m. Samci bojují o právo pářit se – vzpřímí se, strkají do sebe předními končetinami a snaží se navzájem převalit. Údajně kvůli postoji na zadních končetinách a sledování okolí získal původní arabské jméno waral ورل, které volně přeloženo znamená „pozorovatel“.
- Štír nejjedovatější (Leiurus quinquestriatus) dorůstá délky do 10 cm. Má prudký jed srovnatelný s toxinem kobry, ale protože kapacita jedového váčku uvnitř telsonu je malá, způsobuje méně úmrtí než štír tlustorepý (Androctonus australis). Nevyskytuje se tak často v blízkosti člověka jako štír tlustorepý a nikdy se nevyskytuje přímo v písečných dunách.
- Štír tlustorepý (Androctonus australis) se často zahrabává do písku, kde na něj bosí domorodci mohou nevědomky šlápnout. Protože kapacita jedového váčku uvnitř telsonu je velká, 80 % úmrtí po bodnutí štírem je způsobeno právě štírem tlustorepým, přestože jeho jed je méně prudký. Žije v severní Africe.

Zdomácnělými zvířaty jsou velbloudi jednohrbí (dromedáři) a kozy. Díky svým kvalitám (trpělivosti, výdrži a rychlosti) jsou velbloudi oblíbeným dopravním prostředkem nomádů. Jsou chováni jako jezdecká zvířata, nosiči nákladů i pro maso a kvalitní vlnu.